# Gare de Rang-du-Fliers - Verton
Ne doit pas être confondu avec Gare de Verton-Bourg.
La gare de Rang-du-Fliers - Verton, commercialement dénommée Rang-du-Fliers - Verton - Berck, est une gare ferroviaire française de la ligne de Longueau à Boulogne-Ville, située sur le territoire de la commune de Rang-du-Fliers, à proximité de Verton et de Berck, dans le département du Pas-de-Calais, en région Hauts-de-France.
C'est une gare de la Société nationale des chemins de fer français (SNCF), desservie par des TGV (assurant également le service TERGV) et des TER.

## Situation ferroviaire
Établie à 11 mètres d'altitude, la gare de Rang-du-Fliers - Verton est située au point kilométrique (PK) 215,026 de la ligne de Longueau à Boulogne-Ville, entre les gares ouvertes — aux voyageurs — de Rue et d'Étaples - Le Touquet (s'intercalent, au sud, les gares fermées de Quend - Fort-Mahon et de Conchil-le-Temple, et, au nord, celle de Saint-Josse ainsi que l'ancienne gare d'Étaples).
La gare possède deux quais : le quai 1 pour la voie 1, latéral (jouxtant le bâtiment voyageurs), d'une longueur de 290 mètres ; le quai 2, central, d'une longueur de 260 mètres pour la voie 2 et de 400 mètres pour la voie 4. Par ailleurs, en allant de Boulogne-Ville vers Amiens, cette gare marque la limite d'électrification de la ligne.

## Histoire

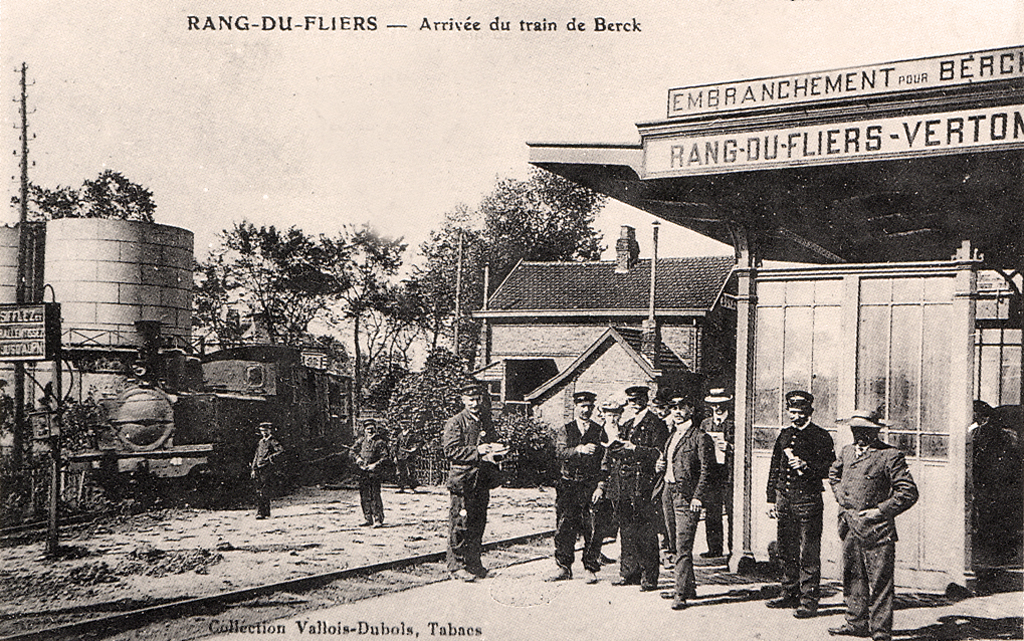
Train de la ligne d'Aire-sur-la-Lys à Berck-Plage, entrant en gare (carte postale du début du XXe siècle).

En 1874, la « gare de Montreuil - Verton » dessert l'hôpital maritime de Berck, vaste établissement créé pour des enfants malades de « certaines variétés de la scrofule ».
La gare a pris son nom actuel de Rang-du-Fliers - Verton avec la construction de la ligne de Saint-Pol-sur-Ternoise à Étaples, où se trouve la gare de Montreuil-sur-Mer (qui dessert directement cette sous-préfecture).
Des correspondances existèrent jusqu'en 1955 avec la voie ferrée d'intérêt local reliant Aire-sur-la-Lys à Berck-Plage (à écartement métrique).
En 1989, la gare disposait d'une halle à marchandises encore en service. Désaffectée par la suite, cette dernière a été détruite entre 2009 et 2011.
À partir du 12 décembre 2010, la gare est reliée à Paris en TGV par trois aller-retours quotidiens, effectuant la liaison Rang-du-Fliers – Paris via Lille (en incluant le service régional TERGV). Depuis décembre 2019 (entrée en vigueur du service annuel 2020), le nombre d'aller-retours en TERGV est réduit à deux,.
La gare est fermée au service Fret SNCF, depuis le 3 octobre 2011. Par ailleurs, ses installations voyageurs sont rénovées à partir de 2014 – 2015, notamment pour les rendre accessibles aux personnes à mobilité réduite, ; cependant, ce chantier concernait uniquement les extérieurs, car le bâtiment voyageurs est traité en 2018.
En 2023, la SNCF estime la fréquentation annuelle de cette gare à 311 769 voyageurs ; ce nombre s'élève à 315 635 en 2022, 240 680 en 2021, 177 052 en 2020, 276 766 pour 2019, 239 500 pour 2018, 258 947 pour 2017, 244 236 pour 2016 et 256 857 pour 2015.

## Service des voyageurs

### Accueil

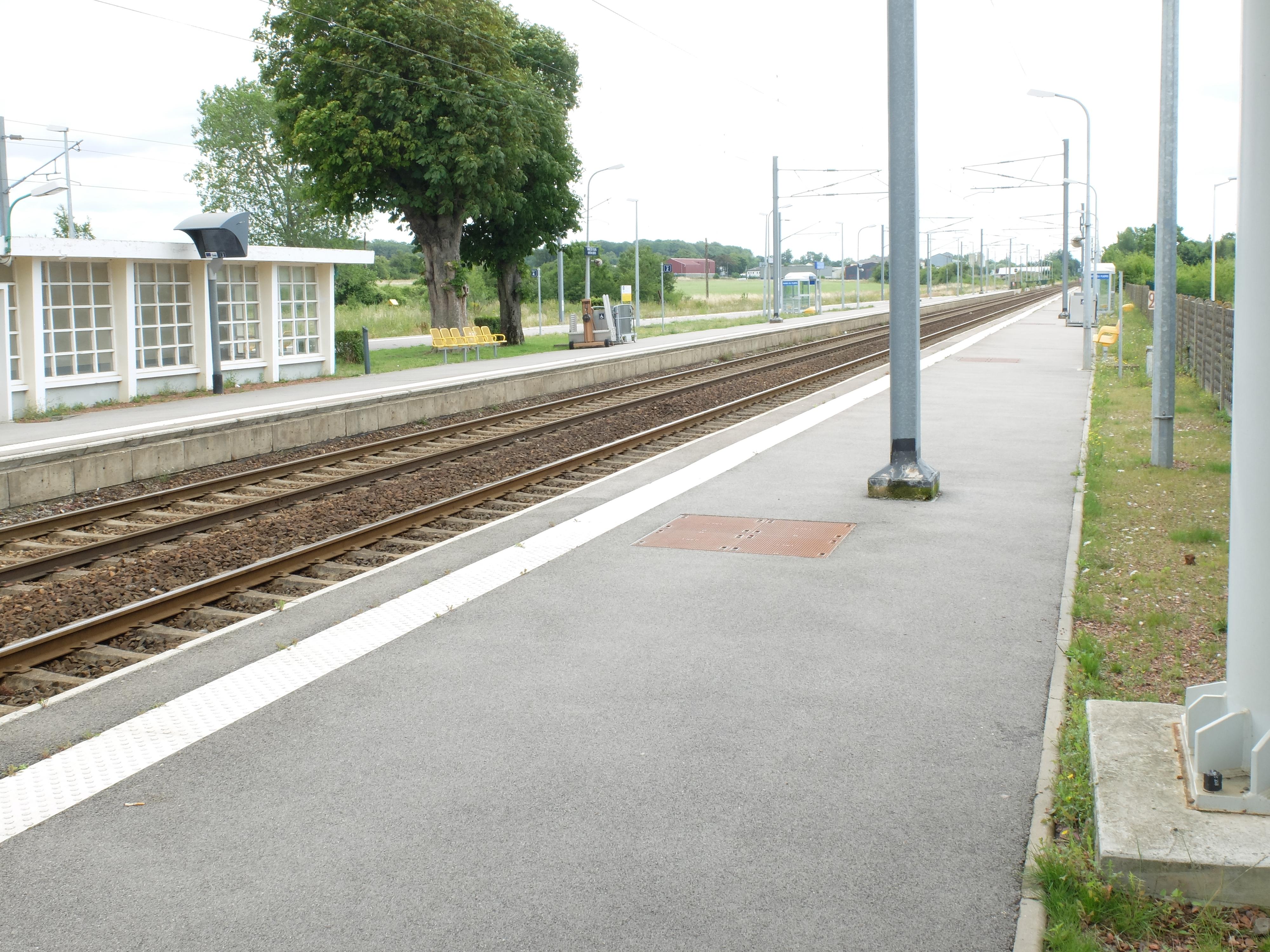
Voies et quais, en direction d'Amiens.

Gare de la SNCF, elle dispose d'un bâtiment voyageurs, avec guichet, ouvert tous les jours. Elle est équipée d'automates pour l'achat de titres de transport. C'est une gare « Accès Plus », disposant d'aménagements, d'équipements et de services pour les personnes à mobilité réduite.

### Desserte
La gare est desservie par les trains suivants :
- TGV inOui, reliant Rang-du-Fliers - Verton à Paris-Nord (accessibles en tarification TERGV pour les voyageurs se rendant à Lille-Europe ou Arras) ;

- TER Hauts-de-France, qui effectuent des missions entre :
  - Paris-Nord, ou Amiens, ou Rang-du-Fliers - Verton, et Boulogne-Ville, ou Calais-Ville,
  - Laon et Calais-Ville (en été).

### Intermodalité
Un parc à vélos et un parking sont aménagés à ses abords.
La gare est desservie par les lignes 1B et 2 du réseau de la CA2BM.

## Patrimoine ferroviaire
Le bâtiment voyageurs est en tout point conforme à celui de la gare de Rue.
L'ancienne buvette de la gare est toujours présente à proximité.